# Сноувілл (Юта)
Сноувілл (англ. Snowville) — місто (англ. town) в США, в окрузі Бокс-Елдер штату Юта. Населення — 163 особи (2020).

## Географія
Сноувілл розташований за координатами 41°58′22″ пн. ш. 112°42′59″ зх. д. / 41.97278° пн. ш. 112.71639° зх. д. (41.972764, -112.716386).  За даними Бюро перепису населення США в 2010 році місто мало площу 3,98 км², уся площа — суходіл.

## Демографія
Згідно з переписом 2010 року, у місті мешкало 167 осіб у 54 домогосподарствах у складі 43 родин. Густота населення становила 42 особи/км².  Було 67 помешкань (17/км²).
Расовий склад населення:
| - 84,4 % — білих - 0,6 % — чорних або афроамериканців - 13,8 % — осіб інших рас |

До двох чи більше рас належало 1,2 %. Частка іспаномовних становила 24,6 % від усіх жителів.
За віковим діапазоном населення розподілялося таким чином: 36,5 % — особи молодші 18 років, 52,7 % — особи у віці 18—64 років, 10,8 % — особи у віці 65 років та старші. Медіана віку мешканця становила 32,1 року. На 100 осіб жіночої статі у місті припадало 103,7 чоловіків;  на 100 жінок у віці від 18 років та старших — 116,3 чоловіків також старших 18 років.
Середній дохід на одне домашнє господарство  становив 66 840 доларів США (медіана — 51 875), а середній дохід на одну сім'ю — 74 409 доларів (медіана — 53 125). За межею бідності перебувало 5,1 % осіб, у тому числі 15,0 % дітей у віці до 18 років та 0,0 % осіб у віці 65 років та старших.
Цивільне працевлаштоване населення становило 74 особи. Основні галузі зайнятості: мистецтво, розваги та відпочинок — 32,4 %, роздрібна торгівля — 25,7 %, сільське господарство, лісництво, риболовля — 17,6 %.